# Jack McDuff
| Jack McDuff                               | Jack McDuff                               |
| Kattints az alábbi külső linkek egyikére! | Kattints az alábbi külső linkek egyikére! |
| ----------------------------------------- | ----------------------------------------- |
| Nem található szabad kép.(?)              |                                           |
| külső link · jogvédett                    | „Brother” Jack McDuffy                    |

Jack McDuff (Champaign, 1926. szeptember 17. – Minneapolis, 2001. január 23.), amerikai dzsesszorgonista, zenekarvezető. Hammond orgonás triója volt. A hard bop és a soul dzsessz idején volt a csúcson; az 1960-as években.

## Pályafutása
McDuff először basszusgitározott. Aztán Willis Jackson ösztönzésére, akinek a zenekarában szintén basszusgitározott, az orgonát ajánlotta neki. És hamarosan zenekarvezető lett, olyan együttest vezetett, amelyben George Benson volt gitáros, Red Holloway tenorszaxofonozott, Joe Dukes pedig dobolt.
Hamarosan zenekarvezető lett és olyan együttest vezetett, amelyben George Benson volt gitáros, Red Holloway tenorszaxofonozott, Joe Dukes pedig dobolt.
Számos klasszikus albumot rögzített, a legtöbbet a Prestige-nél. Legnagyobb slágere a „Rock Candy” volt.
Egészségügyi problémái ellenére az 1980-as és 1990-es években folytatta a munkát. Szívelégtelenségben hunyt el 74 éves korában, Minneapolisban.

## Lemezek
- Jack McDuff Plays for Beautiful People (1960)
- Rock Candy (1960)
- Brother Jack (1960)
- Tough 'Duff (1960)
- The Honeydripper (1961)
- Goodnight, It's Time to Go (1961)
- Steppin' Out (1961)
- On With It (1961)
- Mellow Gravy  (1962)
- Brother Jack Meets the Boss (1962)
- Screamin' (1962)
- Somethin' Slick (1963)
- Hallelujah Time! (1963)
- The Midnight Sun (1963)
- Brother Jack McDuff Live! (1963)
- Brother Jack Live! at the Jazz Workshop (1963)
- Dynamic!  (1964)
- The Concert McDuff Recorded Live! (1964)
- Silken Soul (1964)
- I Got A Woman (1964)
- Prelude  (1964)
- Soul Circle (1964)
- Hot Barbeque (1965)
- Walk On By  (1966)
- A Change Is Gonna Come (1966)
- Tobacco Road  (1966)
- Do It Now! (1966)
- Brother Jack & David Newman: Double... (1967)
- Getting Our Thing Together (1968)
- The Natural Thing (1968)
- Gin And Orange (1969)
- Down Home Style (1969)
- Moon Rappin' (1969)
- To Seek a New Home (1970)
- Who Knows What Tomorrow's (1970)
- The Heatin' System (1971)
- Magnetic Feel (1975)
- Sophisticated Funk (1976)
- Kisses (1982)
- The Re-Entry (1988)
- Another Real Good'un (1989)
- Color Me Blue (1991)
- Hot Barbeque: Live (1993)
- Write On, Capt'n (1993)
- Live (1994)
- Hot BBQ (1995)
- It's About Time (1995)
- That's The Way I Feel About It (1996)
- Jack-Pot (1997)
- Bringin It Home (1999)